# آنیا تیلور-جوی
آنیا-ژوزفین ماری تیلور-جوی (انگلیسی: Anya-Josephine Marie Taylor-Joy؛ زادهٔ ۱۶ آوریل ۱۹۹۶) یک بازیگر است. او در شانزده سالگی مدرسه را ترک کرد تا حرفهٔ بازیگری را دنبال کند. پس از ایفای چند نقش کوتاه در تلویزیون، او نخستین نقش سینمایی خود را با بازی در فیلم ترسناک جادوگر (۲۰۱۵) به دست آورد. او سپس در فیلم ترسناک شکافته (۲۰۱۶) و دنبالهٔ آن، شیشه (۲۰۱۹) و نیز کمدی سیاه تروبردز (۲۰۱۷) ایفای نقش کرد و در جشنواره فیلم کن ۲۰۱۷ برندهٔ جایزه شوپارد شد.
تیلور-جوی در فصل پنجم و ششم سریال تلویزیونی درام جنایی پیکی بلایندرز (۲۰۱۹–۲۰۲۲) ظاهر شد و در درام تاریخی اما (۲۰۲۰) نقش اما وودهاوس را ایفا کرد که برای آن نامزد گلدن گلوب شد. همچنین در سال ۲۰۲۰، او برای بازی در نقش بث هارمون در مینی‌سریال گامبی وزیر (۲۰۲۰) از شبکهٔ نتفلیکس مورد تحسین منتقدان قرار گرفت و جوایز متعددی از جمله یک گلدن گلوب به دست آورد. تیلور-جوی از آن زمان در فیلم‌های دیشب در سوهو (۲۰۲۱)، مرد شمالی (۲۰۲۲)، صورت‌غذا (۲۰۲۲)، فیلم برادران سوپر ماریو (۲۰۲۳) در نقش پرنسس پیچ، و در فیوریوسا: حماسه مکس دیوانه (۲۰۲۴) در نقش امپراتور فیوریوسا به ایفای نقش پرداخته است.

## زندگی و حرفه

### اوایل زندگی (۱۹۹۶–۲۰۱۲)
آنیا تیلور-جوی در ۱۶ آوریل ۱۹۹۶ در میامی، فلوریدا به دنیا آمد. پدرش دنیس آلن تیلور، بانکدار سابق است که عناوین سلطنتی MBE و OBE را کسب کرده است، مادرش جنیفر مارینا جوی، روان‌شناس است. او گفت که تولدش در میامی یک «اتفاق» بوده است، زیرا والدینش در آن زمان در این شهر تعطیلات خود را سپری می‌کردند. محل تولدش باعث شد که تابعیت آمریکا را به دلیل قانون ملیت اصل خاک این کشور کسب کند. پدر او آرژانتینی متعلق به انگلیس و اسکاتلندی‌تبار است که فرزند پدری بریتانیایی و مادری آرژانتینی-بریتانیایی است. مادرش در زامبیا از پدر دیپلمات انگلیسی به نام دیوید جوی و مادری اسپانیایی اهل بارسلونا به دنیا آمد. او کوچک‌ترین عضو از شش خواهر و برادر است که چهار خواهر از ازدواج قبلی پدرش هستند.
تیلور-جوی با خانواده در بوئنوس آیرس زندگی می‌کرد و تا شش سالگی در مدرسه نورث لندز تحصیل می‌کرد که بعدها خانواده به منطقه ویکتوریا، لندن نقل مکان کردند. او به دو زبان اسپانیایی و انگلیسی مسلط است. تیلور-جوی این حرکت را «آسیب‌زا» تجربه کرد و به امید بازگشت به آرژانتین از یادگیری زبان انگلیسی امتناع کرد. او در هیل هاوس تحصیل کرد و به مدرسهٔ کوئینز گیت رفت و در نمایش‌های مدرسه ایفای نقش کرد. او در شانزده سالگی مدرسه را ترک کرد و دلیل آن را قلدری از سوی دانش‌آموزانش عنوان کرد. تیلور-جوی ابتدا برای رقصندگی آموزش دید و تا پانزده سالگی باله را فرا گرفت. او در هفده سالگی توسط سارا دوکاس، بنیان‌گذار مدیریت استورم برای مدل شدن شناسایی شد.

### فعالیت اولیه و پیشرفت (۲۰۱۳–۲۰۱۹)
نقش تیلور-جوی از آخرین برش فیلم کمدی ترسناک آکادمی خون‌آشام در سال ۲۰۱۴ حذف شد و نامش نیز در عوامل فیلم ثبت نشد. اولین حضور تلویزیونی او قسمتی از سریال درام پلیسی تلاش بود و به دنبال آن در یک آرک چند قسمتی از مجموعه درام فانتزی ماجراجویی آتلانتیس در سال ۲۰۱۵ ظاهر شد. نقش موفقیت‌آمیز او در جادوگر بودِ؛ این فیلم ترسناک دورانی به کارگردانی رابرت اگرز داستان یک خانواده پیوریتن را روایت می‌کند که در مزرعه نیوانگلند خود با نیروهای شیطانی روبرو می‌شوند. این فیلم برای اولین بار در جشنواره فیلم ساندنس ۲۰۱۵ به نمایش درآمد که با تحسین منتقدان روبرو شد و نقش‌آفرینی تیلور-جوی نیز مورد تحسین قرار گرفت. آنتونی لین از نیویورکر نوشت: «تیلور-جوی در این نقش فوق‌العاده است، بی‌گناهی چشم‌های باز او با رشته‌ای از حیله‌گری در هم آمیخته است» این فیلم با موفقیت تجاری همراه بود، و او برندهٔ جایزهٔ فیلم مستقل گاتهام و جایزهٔ امپایر برای بهترین تازه‌وارد زن شد.

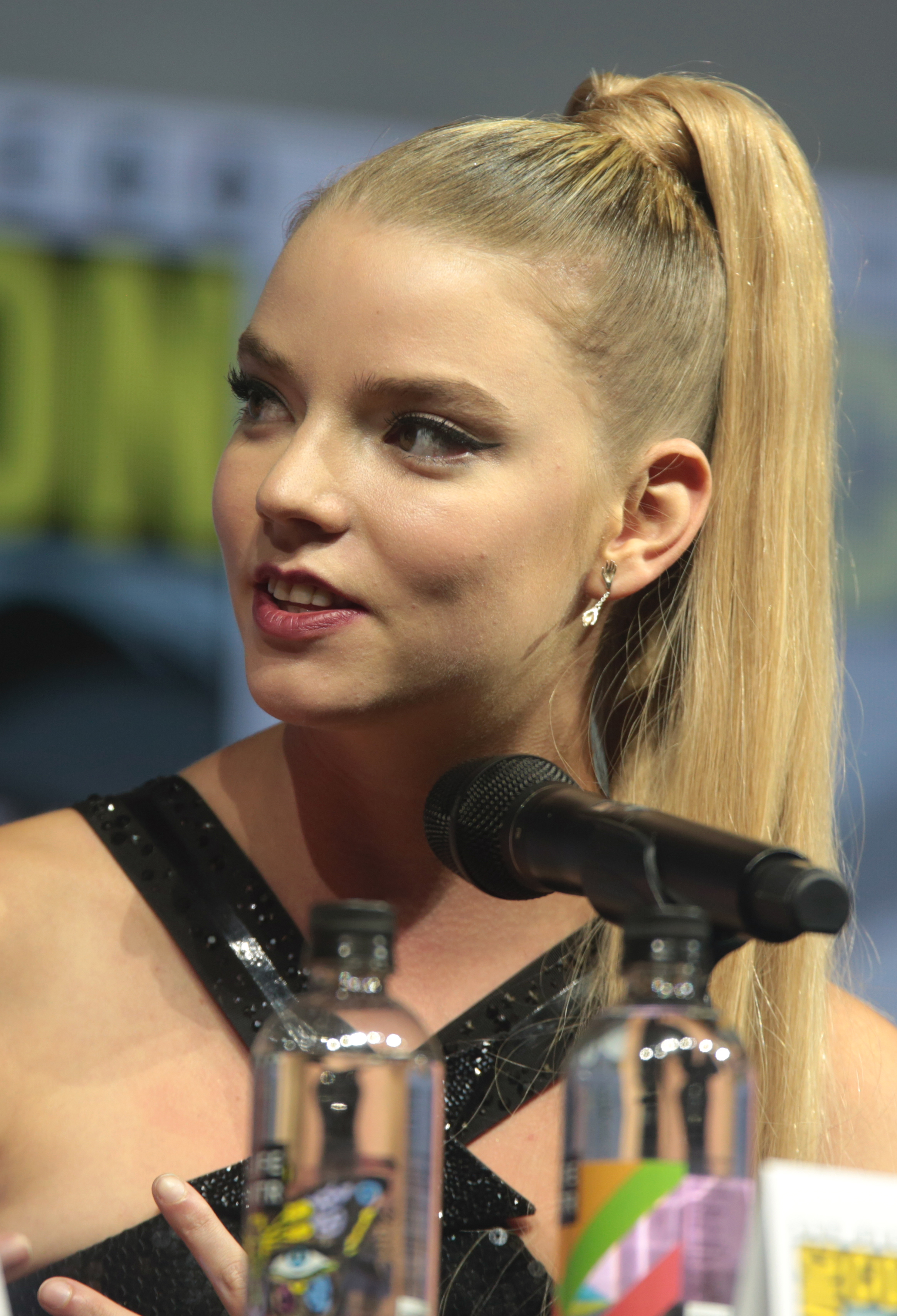
تیلور-جوی در کامیک کان سن دیگو ۲۰۱۸

سال بعد، تیلور-جوی در فیلم علمی تخیلی ترسناک مورگان نقش شخصیت اصلی را ایفا کرد. این فیلم با نقدهای منفی همراه بود و فروش کمی داشت، اما جان سربا روزنامهٔ بوث میشیگان در رابطه با او نوشت که «تیلور-جوی ما را با اجرای نمایشی خلع سلاح می‌کند» او سپس در درام بری بازی کرد که داستان آن به باراک اوبامای جوان در سال اول تحصیل در دانشگاه کلمبیا در سال ۱۹۸۱ تمرکز داشت. این فیلم اولین بار در جشنواره بین‌المللی فیلم تورنتو ۲۰۱۶ به نمایش درآمد. او همچنین در موزیک ویدیوی ریمیکس اسکریلکس از ترانه «لب قرمز» ظاهر شد.
در سال ۲۰۱۶، تیلور-جوی در مقابل جیمز مک‌آووی در فیلم شکافته ساختهٔ ام. نایت شامالان نقش دختر نوجوانی که توسط مردی با شخصیت‌های چندگانه (مک‌آووی) ربوده شده بود را ایفا کرد. این فیلم با موفقیت تجاری همراه بود و با بودجه ۹ میلیون دلاری، ۲۷۸٫۵ میلیون دلار فروخت. فیلم بعدی او در آن سال تروبردز بود؛ او در کنار اولیویا کوک و آنتون یلچین نقش دانش‌آموز دبیرستانی را بازی کرد که از طریق قراردادی با یک فروشنده مواد مخدر، قصد کشتن ناپدری خود را دارد. این فیلم برای اولین بار در جشنواره فیلم ساندنس ۲۰۱۷ به نمایش درآمد و دیوید ارلیش از ایندی‌وایر نقش‌آفرینی او را «دلربا» خواند. سومین اکران او در سال ۲۰۱۷، فیلم ترسناک مروبون از سرخیو گ. سانچس بود که منتقدان آن را تحسین کردند. تاشا رابینسون از ورج نوشت که تیلور-جوی «ملایمت خجالتی و جذاب» را به یک شخصیت ناسازگار آورد. تیلور-جوی در همان سال نامزد دریافت جایزهٔ جایزه ستاره نوظهور بفتا شد و در جشنواره فیلم کن همان سال جایزه شوپارد را دریافت کرد. در دسامبر ۲۰۱۷، او نقش پترونلا اورتمن را در مینی سریال درام مینیاتوریست از شبکهٔ بی‌بی‌سی وان ایفا کرد که بر اساس رمانی به همین نام از جسی برتون ساخته شده بود.
تیلور-جوی بار دیگر نقش کیسی کوک را در فیلم ابرقهرمانی روان‌شناختی شیشه (۲۰۱۹) که آخرین فیلم از این سه‌گانه با حضور جیمز مک‌آووی، ساموئل ال. جکسون و سارا پلسون بود، ایفا کرد. این فیلم با موفقیت تجاری همراه بود و ۲۴۷ میلیون دلار در سرتاسر جهان فروخت، اما برخلاف نسخه قبلی خود، نقدهای متفاوتی دریافت کرد. در اواخر همان سال، او در فیلم مستند عشق، آنتوشا دربارهٔ زندگی و حرفهٔ هم‌بازی فقیدش آنتون یلچین حضور داشت و در موزیک ویدیوی هوزیر ظاهر شد. دو فیلم بعدی او در سال ۲۰۱۹—انیمیشن موزیکال ماجراجویی پلی‌موبیل و فیلم زندگی‌نامه‌ای رادیواکتیو—با شکست تجاری همراه بودند. او همچنین صداپیشگی شخصیتی را در انیمیشن فانتزی بلور تاریک: دوران مقاومت از شبکهٔ نتفلیکس بر عهده داشت. در آخرین حضور خود در سال ۲۰۱۹، او یکی از نقش‌های اصلی سریال درام جنایی پیکی بلایندرز از شبکهٔ بی‌بی‌سی را بازی کرد.

### به شهرت رسیدن (۲۰۲۰–اکنون)
در سال ۲۰۲۰، تیلور-جوی نقش اما وودهاوس را در فیلم اما که اقتباسی از رمان جین آستن در سال ۱۸۱۵ به همین نام بود، بازی کرد. پیتر ترورز از رولینگ استون در نقد فیلم، تیلور جوی را «تابان» یاد کرد در حالی که اما کلی از مترو نوشت که او «در نقش اما لذت بخش است و قهرمان نسبتاً نامطلوب اما همچنان دوست‌داشتنی را در بر می‌گیرد.» او برای این نقش نامزد جایزهٔ گلدن گلوب شد. تیلور-جوی همچنین ایلیانا راسپوتین/مجیک که یک جهش یافته و جادوگر روسی است را در فیلم ابرقهرمانی ترسناک جهش‌یافته‌های جدید به تصویر کشید. این فیلم در ابتدا برای انتشار در آوریل ۲۰۱۸ در نظر گرفته شده بود اما با چندین تأخیر همراه بود و در سال ۲۰۲۰ منتشر شد.

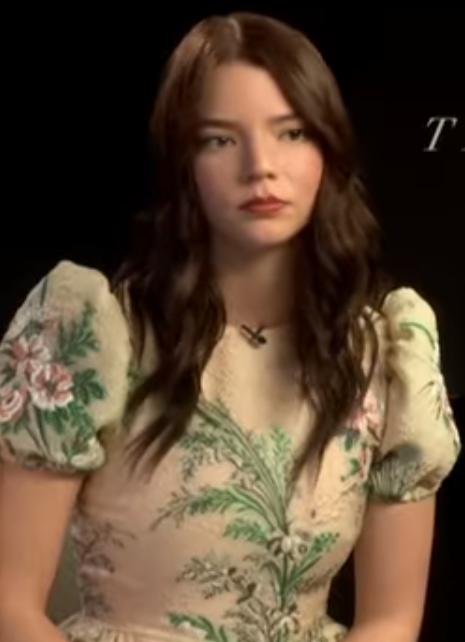
تیلور-جوی در ۲۰۲۰

تیلور-جوی در مینی‌سریال گامبی وزیر از شبکهٔ نتفلیکس، نقش اعجوبه شطرنج بث هارمن را ایفا کرد؛ او دختر یتیمی بود که زمانی با اعتیاد به مواد مخدر و الکل دست و پنجه نرم می‌کرد، در حال صعود به قله‌های جهانی شطرنج بود. این سریال و اجرای او مورد تحسین گسترده منتقدان قرار گرفت. در ۲۳ نوامبر ۲۰۲۰، نتفلیکس اعلام کرد که از زمان انتشار توسط ۶۲ میلیون خانواده دیده شده است، که تبدیل به «بزرگ‌ترین سریال محدود تا به امروز» شده است. دارن فرانیچ از انترتینمنت ویکلی، اجرای تیلور-جوی را «تاریکی جذاب» خواند و خاطرنشان کرد که چگونه او «در لحظات آرام، [با] باریک شدن پلک‌هایش در حالی که حریف را از بین می‌برد، … برتری می‌یابد.» به‌طور مشابه، کارولین فرامکه از ورایتی او را «به‌قدری پرجذبه» توصیف کرد. تیلور-جوی برای نقش‌آفرینی خود جوایز متعددی از جمله گلدن گلوب، انجمن بازیگران فیلم و برگزیده منتقدان را دریافت کرد.
در سال ۲۰۲۰، او در فیلم درام اینجا مردان جوان هستند به کارگردانی ایئوین مک‌کین و بر اساس رمانی به همین نام اثر راب دویل ظاهر شد. این فیلم تا آوریل ۲۰۲۱ منتشر نشد. در سال ۲۰۲۱، او در فیلم ترسناک روان‌شناختی دیشب در سوهو ساختهٔ ادگار رایت ایفای نقش کرد که در اکتبر ۲۰۲۱ منتشر شد، او در این فیلم نسخه‌ای از ترانه پتولا کلارک یعنی «مرکز شهر» را اجرا می‌کند. همزمان با اکران فیلم، موزیک ویدیویی از تیلور-جوی در حال اجرای این ترانه در یک استودیوی ضبط پخش شد.
در سال ۲۰۲۲، تیلور-جوی دوباره با فیلم‌ساز رابرت ایگرز برای ایفای نقش اصلی در حماسهٔ تاریخی مرد شمالی که به عنوان «حماسه انتقام‌جویانه وایکینگ‌ها در ایسلند در اواخر قرن دهم می‌گذرد» همکاری کرد. این فیلم با استقبال مثبتی از طرف منتقدان مواجه شد. او نقش کوتاهی در کمدی آمستردام ساختهٔ دیوید او. راسل داشت که با استقبال ضعیف منتقدان و تماشاگران مواجه شد. ماه بعد صورت‌غذا اکران شد که در آن تیلور-جوی در مقابل نیکلاس هولت و ریف فاینز بازی می‌کند. این فیلم عموماً با نقدهای مثبت اکران شد و او برای نقش‌آفرینی در آن نامزد گلدن گلوب شد.

## چهرهٔ عمومی
دیوید ارلیش از ایندی‌وایر با اشاره به بازی‌اش در تروبردز، تیلور-جوی را «یکی از بهترین بازیگران جوان جهان» نامید. چشم‌ها، موها، کمان کوپید و لهجه او به عنوان علائم تجاری او شناخته شده است. او از سال ۲۰۲۰ به عنوان سفیر برندهایی مانند ویکتور و رولف و تیفانی اند کو. انتخاب شد. او از سال ۲۰۲۱ سفیر جهانی مد و آرایش دیور بوده است. او به عنوان سفیر این برند، اغلب با رژ لب قرمز دیور در مراسم اهدای جوایز دیده می‌شود.
هالیوود ریپورتر در سال ۲۰۱۶ نام تیلور-جوی را در فهرست ستارگان در حال ظهور ۳۵ سال و کمتر از آن قرار داد. او در فهرست مشابهی که توسط دبلیو در سال ۲۰۱۷ گردآوری شد، قرار گرفت. در سال ۲۰۱۹، نام او در فهرست سالانه ۳۰ شخص زیر ۳۰ سال فوربز که شامل مجموعه‌ای از «باهوش‌ترین کارآفرینان جوان، مبتکران و تغییردهندگان جهان» است، ظاهر شد. در سال ۲۰۲۰، او توسط آسوشیتد پرس به عنوان «سرگرم‌کننده موفق سال» و توسط نیویورک پست «ستاره برک آوت سال ۲۰۲۰» انتخاب شد. در سال ۲۰۲۱، مجله تایم نام تیلور-جوی را در فهرست ۱۰۰تای بعدی خود از «رهبران نوظهور که آینده را شکل می‌دهند» با ادای احترامی که توسط قهرمان سابق شطرنج جهان یعنی گری کاسپارف نوشته شده بود، قرار داد.

## فیلم‌شناسی

### فیلم
| سال  | عنوان                      | نقش               | توضیحات      | منا.          |
| ---- | -------------------------- | ----------------- | ------------ | ------------- |
| ۲۰۱۴ | آکادمی خون‌آشام‌ها           | دختر              | سکانس حذف‌شده | [ ۷۱ ]        |
| ۲۰۱۵ | جادوگر                     | توماسین           |              | [ ۷۲ ]        |
| ۲۰۱۶ | مورگان                     | مورگان            |              | [ ۷۳ ]        |
| ۲۰۱۶ | بری                        | شارلوت باگمن      |              | [ ۷۴ ]        |
| ۲۰۱۶ | شکافته                     | کیسی کوک          |              | [ ۷۵ ]        |
| ۲۰۱۷ | مروبون                     | آلیس              |              | [ ۷۶ ]        |
| ۲۰۱۷ | تروبردز                    | لیلی رینولدز      |              | [ ۷۷ ]        |
| ۲۰۱۸ | کراس‌ماگلن                  | آنا               | فیلم کوتاه   | [ ۷۸ ]        |
| ۲۰۱۹ | شیشه                       | کیسی کوک          |              | [ ۷۹ ]        |
| ۲۰۱۹ | عشق آنتوشا                 | خودش              | مستند        | [ ۸۰ ]        |
| ۲۰۱۹ | پلی‌موبیل                   | مارلا برنر        | صداپیشه      | [ ۸۱ ]        |
| ۲۰۱۹ | رادیو اکتیو                | ایرن ژولیو-کوری   |              | [ ۸۲ ]        |
| ۲۰۲۰ | اما                        | اما ودهاوس        |              | [ ۸۳ ]        |
| ۲۰۲۰ | مردان جوان اینجا هستند     | جن                |              | [ ۸۴ ]        |
| ۲۰۲۰ | جهش‌یافته‌های جدید           | مجیک              |              | [ ۸۵ ]        |
| ۲۰۲۱ | دیشب در سوهو               | سندی              |              | [ ۸۶ ]        |
| ۲۰۲۲ | مرد شمالی                  | اولگا             |              | [ ۸۷ ] [ ۸۸ ] |
| ۲۰۲۲ | آمستردام                   | لیبی ووز          |              | [ ۸۹ ]        |
| ۲۰۲۲ | صورت‌غذا                    | مارگو             |              | [ ۹۰ ]        |
| ۲۰۲۳ | فیلم برادران سوپر ماریو    | پرنسس پیچ         | صداپیشه      | [ ۹۱ ]        |
| ۲۰۲۴ | تلماسه: بخش دو             | آلیا اتریدیز      | حضور افتخاری | [ ۹۲ ]        |
| ۲۰۲۴ | فیوریوسا: حماسه مکس دیوانه | امپراتور فیوریوسا |              | [ ۹۳ ]        |
| ۲۰۲۵ | تنگنا                      | دراسا             |              | [ ۹۴ ]        |
| TBA  | قربانی                     | جوآن              | فیلمبرداری   | [ ۹۵ ]        |

### مجموعه تلویزیونی
| سال       | عنوان                    | نقش                | یادداشت‌ها                           | منا.    |
| --------- | ------------------------ | ------------------ | ----------------------------------- | ------- |
| ۲۰۱۴      | اِندِور                    | فیلیپا کالینز      | قسمت: «نوکتورن»                     |         |
| ۲۰۱۵      | مأموریت وایکینگ          | مانی               | فیلم تلویزیونی اثر تودور چاپکانوف   | [ ۹۶ ]  |
| ۲۰۱۵      | آتلانتیس                 | کاساندرا           | ۶ قسمت (شخصیت دوره‌ای)               | [ ۹۷ ]  |
| ۲۰۱۷      | مینیاتوریست              | پترونلا «نلا» برنت | نقش اصلی، ۳ قسمت، مینی‌سریال         | [ ۹۸ ]  |
| ۲۰۱۹–۲۰۲۲ | پیکی بلایندرز            | جینا گرای          | ۱۱ قسمت                             | [ ۹۹ ]  |
| ۲۰۱۹      | بلور تاریک: دوران مقاومت | بریا               | نقش اصلی، ۱۰ قسمت، صداپیشه          | [ ۱۰۰ ] |
| ۲۰۲۰      | گامبی وزیر               | بث هارمون          | نقش اصلی، ۷ قسمت، مینی‌سریال نتفلیکس | [ ۱۰۱ ] |
| ۲۰۲۱      | پخش زنده شنبه شب         | خودش               | قسمت: «آنیا تیلور-جوی/لیل ناز اکس»  | [ ۱۰۲ ] |

### موزیک ویدئو
| سال  | عنوان                         | هنرمند                  | نقش  | منا.    |
| ---- | ----------------------------- | ----------------------- | ---- | ------- |
| ۲۰۱۵ | «لب‌های سرخ» (ریمیکس اسکریلکس) | GTA (با حضور سام برونو) | دختر | [ ۱۰۳ ] |
| ۲۰۱۹ | «شام و زخم زبان»              | هوزیر                   | همسر | [ ۱۰۴ ] |